# Roger Turcotte
Roger Turcotte est un acteur québécois, né en 1919 et mort à l'âge de 61 ans à Longueuil par défenestration le 12 décembre 1980,,. 

## Filmographie
- 1974 : Les aventures d'une jeune veuve
- 1975 : Y'a pas de problème (série TV) : Dédé
- 1975 : Pousse mais pousse égal
- 1976 : Le Pont de singe
- 1976 : Parlez-nous d'amour
- 1976 : L'Eau chaude, l'eau frette : Dansereau
- 1978 : Duplessis
- 1980 : L'Homme à tout faire : Joueur de cartes
- 1980 : Fantastica
- 1983 : Au clair de la lune : La Voix du Moonshine